# اندیس چرارلو ۱
چرارلو ۱ یک اندیس فلزی است که در حوالی شهر سقز استان کردستان قرار دارد و مادهٔ معدنی موجود در آن، مس است.سنگ میزبان این اندیس آهک، پلوتونیک، اسکارن است و دیرینگی آن به دوران ترشیری می‌رسد. در این اندیس، پاراژنز‌های پیریت ، مالاکیت، مگنتیت یافت می‌شوند.